# Flightradar24
Flightradar24 – serwis internetowy pokazujący lokalizację statków powietrznych na mapie w czasie rzeczywistym. Pokazana jest trasa lotu, miejsce startu i lądowania, numer lotu, typ statku powietrznego, pozycja, wysokość, kierunek lotu i prędkość, naniesione na mapy Google. Można też zobaczyć w przyspieszonym tempie loty z przeszłości, po wybraniu linii lotniczej, typu statku powietrznego, rejonu czy lotniska. Po kliknięciu na lotnisko można zobaczyć listę przylotów. Serwis pobiera dane z wielu źródeł, ale poza USA przeważnie bazuje na odbiornikach typu ADS-B (ang. Automatic Dependant Surveilance – Broadcast) obsługiwanych przez wolontariuszy. Ikony samolotów pochodzą z FR24, a zdjęcia konkretnych egzemplarzy samolotu są pobierane z serwisu JetPhotos.com w oparciu o numer rejestracyjny. 3 marca 2020 dodano pozycje samolotów pochodzące z odbiorników satelitarnych (wyróżnione kolorem niebieskim), zaś żółte ikony samolotów oznaczają pozycje z odbiorników naziemnych.  Serwis był notowany w rankingu Alexa na miejscu 942.

## Historia
Flightradar24 został założony w 2006 jako hobbystyczne przedsięwzięcie Szweda polskiego pochodzenia Mikaela Robertssona i Olova Lindberga, którzy wraz z CEO Fredrikiem Lindahlem tworzą firmę Svenska Resenätverket AB. Serwis jest dostępny poprzez stronę internetową oraz na urządzeniach mobilnych poprzez aplikacje.

## Śledzenie
Flightradar24 pobiera dane z kilku źródeł:
1. Automatic dependent surveillance-broadcast (ADS-B). Podstawowe źródło stanowi duża liczba odbiorników naziemnych typu ADS-B, które gromadzą dane ze wszystkich statków powietrznych w swoim rejonie, które są wyposażone w transponder typu ADS-B i nadają te dane, zwykle przez ADSL, w internecie w czasie rzeczywistym. Transpondery w statkach powietrznych przekazują swoją pozycję (uzyskaną za pomocą GPS), numer rejestracyjny, wysokość, prędkość i inne dane o locie. Około 65% statków powietrznych w Europie jest wyposażonych w ADS-B, zaś w USA tylko 35%. Np. wszystkie samoloty Airbus mają ADS-B, ale Boeing 707, 717, 727, 737-200, 747-100, 747-200, 747SP nie mają ich wbudowanych, toteż zwykle samoloty te nie są widoczne we Flightradar24, o ile nie zostały wyposażone w ADS-B przez operatorów. Typowe odbiorniki ADS-B to SBS-1 produkowany przez Kinetic Avonics oraz AirNav firmy AirNav Systems. Takie odbiorniki są w posiadaniu wolontariuszy-entuzjastów lotnictwa. Sygnały ADS-B można też odbierać i ładować do internetu stosując radia programowalne, np. oparte na tunerze R820T[8].
2. Multilateracja (MLAT). Drugim źródłem jest multilateracja przy pomocy odbiorników Flightradar24 (FR24). Wszystkie rodzaje statków powietrznych będą widoczne w rejonach obsługiwanych przez MLAT, nawet bez ADS-B, ale o ile 99% Europy jest w ich zasięgu, tylko niewielka część USA jest w nie wyposażona. Do obliczenia pozycji statku powietrznego potrzebne są przynajmniej cztery odbiorniki MLAT[7].
3. Dane radarowe z Ameryki Północnej.
4. FLARM: Uproszczona wersja ADS-B o krótszym zasięgu (20–100 km), stosowana przeważnie w mniejszych statkach powietrznych, głównie w szybowcach.
5. Satelity wyposażone w odbiorniki ADS-B odbierają dane poza zasięgiem naziemnych odbiorników Flightradar24 i przesyłają dane do sieci Flightradar24.
6. Federal Aviation Administration. Braki w USA kompensują, opóźnione o 5 minut, dane z Federal Aviation Administration, ale mogą nie być tam podane wszystkie dane, np. rejestracja.

## Prywatność
Strona blokuje pewne dane z ADS-B nie wyświetlając ich ze względów „bezpieczeństwa i prywatności”. Na przykład pozycja samolotu używanego przez cesarza i premiera Japonii była widoczna na stronie do sierpnia 2014, kiedy to Ministerstwo Obrony Japonii zażądało zablokowania tych danych. W konsekwencji danych tego samolotu nie ma już na portalu. Dyskutowano o możliwościach ataków na samoloty.

## Wzrost popularności
Flightradar24 zyskał na popularności w 2010, kiedy media opierały się na nim relacjonując przerwy w lotach nad północnym Atlantykiem i Europą spowodowane wybuchem wulkanu Eyjafjallajökull.
W 2014 i 2015 wiele agencji informacyjnych bazowało na danych Flightradar24 w relacjach o katastrofach lotniczych: zaginięcie lotu Malaysia Airlines 370, zestrzelenie lotu Malaysia Airlines 17 nad Ukrainą w lipcu 2014, katastrofa lotu Indonesia AirAsia 8501 w grudniu 2014, i katastrofa lotu Germanwings 9525 w marcu 2015. Flightradar24 donosił, że ich ruch sieciowy wzrósł wówczas 50-krotnie i spowodował problemy z dostępem do portalu. Wiele linii lotniczych bazuje na Flightradar24 w celu lokalizacji własnego samolotu.
Portal częściowo zawdzięcza popularność łatwości dostępu do informacji. Niemal każda osoba z telefonem komórkowym i połączeniem z internetem może śledzić niemal każdy komercyjny lot na świecie z dużą dokładnością w czasie rzeczywistym, a także sprawdzać samoloty przelatujące nad swoim rejonem, niezależnie czy są widoczne, czy nie.
Firma przekazuje odbiorniki chętnym wolontariuszom, zwłaszcza w rejonach, gdzie jeszcze nie ma odbiorników. Do kwietnia 2015 przekazała ponad 2000 odbiorników, a wszystkich odbiorników w jej sieci jest ok. 5000.